# رقم (کشاورزی)

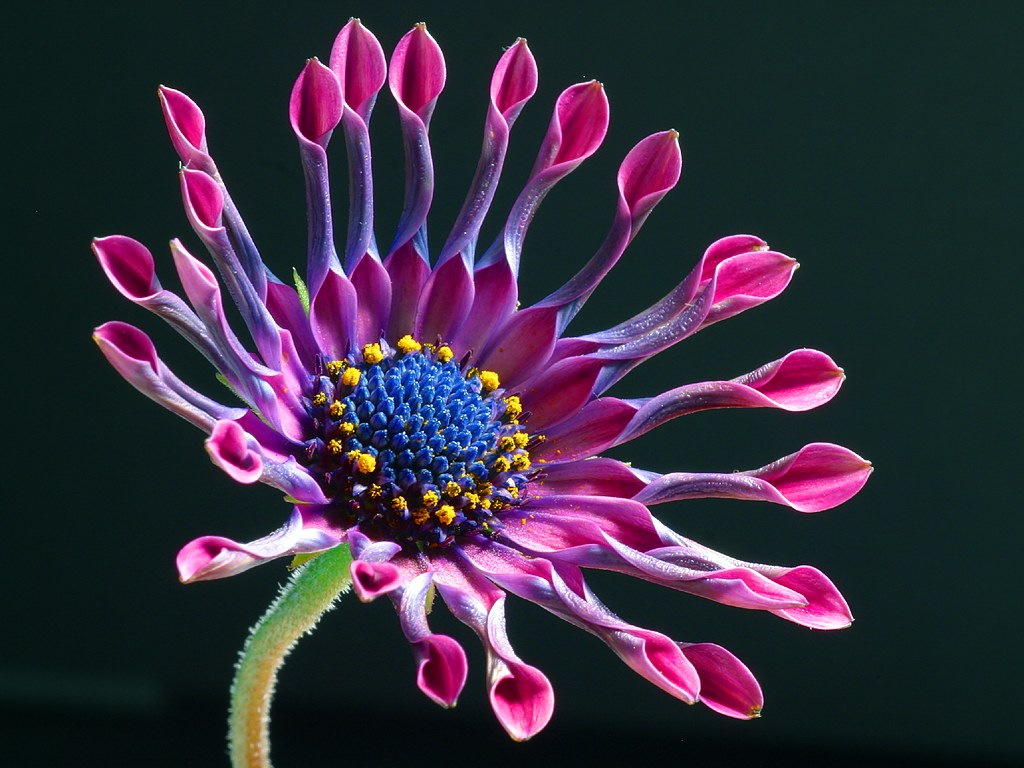
استئوسپرموم رقمی که به خاطر گل جذاب و رنگارنگ آن انتخاب شده‌است.

رقم، تیپ یا کولتیوار (به معنای یک گونه کشت شده) مجموعه ای از گیاهان انتخاب شده با خصوصیات مطلوب است که در طول دوره تکثیر حفظ می‌شوند. بیشتر کولتیوارها یا ارقام در هنگام کشت به وجود می‌آیند، اما برخی از آنها از گیاهان وحشی هستند که دارای ویژگی‌های متمایز هستند.
گیاهان زینتی محبوب، مانند گل رز، کاملیا، گل نرگس، خرزه هندی، و آزالیا همه کولتیوارها یا ارقامی هستند که از طریق اصلاح نباتات یا اسپورت، به خاطر رنگ، شکل یا اندازه شان، یا سایر خصوصیاتشان پرورش داده شده‌اند. به همین ترتیب، محصولات غذایی کشاورزی در جهان تقریباً به‌طور انحصاری ارقامی هستند که به خاطر خصوصیاتی مانند باردهی بیشتر، طعم و مقاومت در برابر بیماری‌ها انتخاب شده‌اند و گیاهان وحشی بسیار کمی اکنون به عنوان منابع غذایی استفاده می‌شوند. درختان مورد استفاده در جنگلداری نیز انتخاب‌های ویژه ای هستند که به خاطر کیفیت و بازده بالاتر چوب و الوارشان رشد داده می‌شوند.